# Finale della Coppa UEFA 1988-1989
La finale della 18ª edizione della Coppa UEFA fu disputata in gara d'andata e ritorno tra Napoli e Stoccarda. Il 3 maggio 1989 allo stadio San Paolo di Napoli la partita, arbitrata dal greco Gerasimos Germanakos, finì 2-1 per i partenopei.
La gara di ritorno si disputò dopo due settimane al Neckarstadion di Stoccarda e fu arbitrata dallo spagnolo Victoriano Sánchez Arminio. Il match terminò 3-3 e ad aggiudicarsi il trofeo fu la squadra italiana.

## Le squadre
| Squadre   | Partecipazioni precedenti (il grassetto indica la vittoria) |
| --------- | ----------------------------------------------------------- |
| Napoli    | Nessuna                                                     |
| Stoccarda | Nessuna                                                     |

## Il cammino verso la finale
Il Napoli di Ottavio Bianchi esordì contro i greci del PAOK vincendo con un risultato complessivo di 2-1. Nel secondo turno gli Azzurri affrontarono i tedeschi orientali della Lokomotive Lipsia, battendoli col risultato totale di 3-1. Agli ottavi di finale i francesi del Bordeaux furono sconfitti in trasferta 1-0 e a Napoli bastò lo 0-0 per passare il turno. Ai quarti gli Azzurri affrontarono i connazionali della Juventus, perdendo l'andata 2-0 al Comunale di Torino e vincendo col medesimo risultato il retour match al San Paolo; furono necessari i tempi supplementari e solo un gol di Alessandro Renica, all'ultimo minuto della proroga, diede la vittoria al Napoli. In semifinale i tedeschi del Bayern Monaco furono battuti in casa 2-0, e il pareggio per 2-2 all'Olympiastadion bastò ai partenopei per centrare la prima finale europea nella storia.

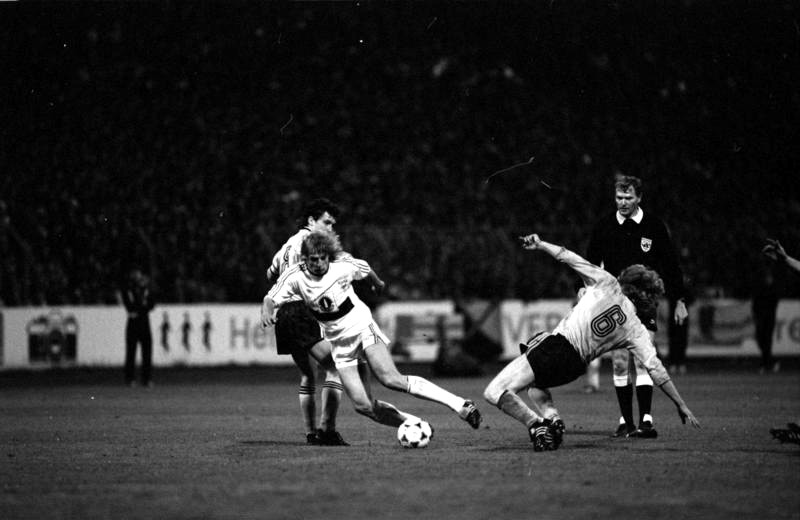
Matthias Sammer della affronta Jürgen Klinsmann nella semifinale della Coppa UEFA 1988-1989

Lo Stoccarda di Arie Haan iniziò il cammino europeo contro gli ungheresi del Tatabánya vincendo con un risultato complessivo di 3-2. Nel secondo turno i tedeschi occidentali affrontarono gli jugoslavi della Dinamo Zagabria, battendoli con un risultato totale di 4-2. Agli ottavi gli olandesi del Groningen furono battuti col risultato totale di 5-1. Ai quarti di finale gli Schwaben affrontarono gli spagnoli della Real Sociedad e passarono il turno solo ai tiri di rigore dopo aver vinto la gara d'andata per 1-0 e persa quella di ritorno col medesimo risultato. In semifinale il derby con i tedeschi orientali della Dinamo Dresda fu deciso dalle reti di Karl Allgöwer, che andò a segno sia all'andata che al ritorno fissando il risultato rispettivamente sull'1-0 e sull'1-1.

## Le partite
A Napoli si affrontano i padroni di casa, sostenuti da un tifo incessante e dallo stadio stracolmo, e lo Stoccarda del "napoletano" Maurizio Gaudino; entrambe le squadre giocavano la prima finale europea. È proprio Gaudino che apre le marcature al 17' con un gran tiro da fuori, coadiuvato dalla papera di Giuliano Giuliani. Lo Stoccarda si chiude in difesa e subisce i continui attacchi del Napoli che pareggia grazie al calcio di rigore trasformato da Diego Maradona. A due minuti dal termine il vantaggio è siglato da Careca, che su invito da destra di Maradona dribbla anche un compagno di squadra e insacca freddamente.
A Stoccarda i Roten sono chiamati all'impresa, ma dopo meno di venti minuti Alemão porta in vantaggio gli ospiti. Jürgen Klinsmann trova la rete del pareggio, tuttavia dieci minuti dopo è Ciro Ferrara a segnare la rete che chiude virtualmente i conti. Nella ripresa c'è spazio per il 3-1 del Napoli con Careca, prima della prova d'orgoglio dei tedeschi che accorciano le distanze grazie all'autorete di Fernando De Napoli e infine pareggiano con Nils Schmäler.

## Tabellini

### Andata
| Arbitro: | Gerasimos Germanokos |

|                                |           |             |
| Maradona 60’ (rig.) Careca 88’ | Marcatori | 17’ Gaudino |

| Napoli | Stoccarda |

| Napoli          |    |                        |     |     |
|                 |    |                        |     |     |
| POR             | 1  | Giuliano Giuliani      |     |     |
| TD              | 2  | Ciro Ferrara           |     |     |
| TS              | 3  | Giovanni Francini      |     |     |
| DC              | 4  | Giancarlo Corradini    |     | 46’ |
| CEN             | 5  | Alemão                 |     |     |
| LIB             | 6  | Alessandro Renica      |     |     |
| CEN             | 7  | Luca Fusi              |     |     |
| CEN             | 8  | Fernando De Napoli     |     |     |
| ATT             | 9  | Careca                 |     |     |
| TRQ             | 10 | Diego Armando Maradona |     |     |
| ATT             | 11 | Andrea Carnevale       |     |     |
| Panchina:       |    |                        |     |     |
| POR             | 12 | Raffaele Di Fusco      |     |     |
| DIF             | 13 | Antonio Carannante     |     |     |
| CEN             | 14 | Massimo Crippa         | 69’ | 46’ |
| CEN             | 15 | Francesco Romano       |     |     |
| ATT             | 16 | Maurizio Neri          |     |     |
| Allenatore:     |    |                        |     |     |
| Ottavio Bianchi |    |                        |     |     |

| Stoccarda   |    |                     |     |     |
|             |    |                     |     |     |
|             |    |                     |     |     |
| POR         | 1  | Eike Immel          | 67’ |     |
| DIF         | 2  | Günther Schäfer     |     |     |
| CEN         | 3  | Michael Schröder    | 55’ |     |
| CEN         | 4  | Srečko Katanec      |     |     |
| CEN         | 5  | Jürgen Hartmann     |     |     |
| DIF         | 6  | Guido Buchwald      | 25’ |     |
| ATT         | 7  | Karl Allgöwer       |     |     |
| ATT         | 8  | Fritz Walter        |     | 75’ |
| CEN         | 9  | Nils Schmäler       |     |     |
| CEN         | 10 | Ásgeir Sigurvinsson |     |     |
| CEN         | 11 | Maurizio Gaudino    |     |     |
| Panchina:   |    |                     |     |     |
| DIF         | 12 | Rainer Zietsch      |     | 75’ |
| CEN         | 13 | Rainer Schütterle   |     |     |
| CEN         | 14 | Gerhard Poschner    |     |     |
| ATT         | 15 | Olaf Schmäler       |     |     |
| POR         | 16 | Eberhard Trautner   |     |     |
| Allenatore: |    |                     |     |     |
| Arie Haan   |    |                     |     |     |

### Ritorno
| Arbitro: | Victoriano Sánchez Arminio |

|                                                 |           |                                   |
| Klinsmann 27’ De Napoli 70’ (aut.) Schmäler 89’ | Marcatori | 18’ Alemão 39’ Ferrara 62’ Careca |

| Stoccarda | Napoli |

| Stoccarda   |    |                     |     |     |
|             |    |                     |     |     |
|             |    |                     |     |     |
| POR         | 1  | Eike Immel          |     |     |
| DIF         | 2  | Günther Schäfer     |     |     |
| CEN         | 3  | Michael Schröder    |     |     |
| CEN         | 4  | Srečko Katanec      | 44’ |     |
| CEN         | 5  | Jürgen Hartmann     |     |     |
| DIF         | 6  | Nils Schmäler       |     |     |
| ATT         | 7  | Karl Allgöwer       |     |     |
| ATT         | 8  | Fritz Walter        |     | 77’ |
| ATT         | 9  | Jürgen Klinsmann    |     |     |
| CEN         | 10 | Ásgeir Sigurvinsson |     |     |
| CEN         | 11 | Maurizio Gaudino    |     |     |
| Panchina:   |    |                     |     |     |
| DIF         | 12 | Rainer Zietsch      |     |     |
| CEN         | 13 | Rainer Schütterle   |     |     |
| CEN         | 14 | Gerhard Poschner    |     |     |
| ATT         | 15 | Olaf Schmäler       |     | 77’ |
| POR         | 16 | Eberhard Trautner   |     |     |
| Allenatore: |    |                     |     |     |
| Arie Haan   |    |                     |     |     |

| Napoli          |    |                        |  |     |
|                 |    |                        |  |     |
| POR             | 1  | Giuliano Giuliani      |  |     |
| TD              | 2  | Ciro Ferrara           |  |     |
| TS              | 3  | Giovanni Francini      |  |     |
| DC              | 4  | Giancarlo Corradini    |  |     |
| CEN             | 5  | Alemão                 |  | 30’ |
| LIB             | 6  | Alessandro Renica      |  |     |
| CEN             | 7  | Luca Fusi              |  |     |
| CEN             | 8  | Fernando De Napoli     |  |     |
| ATT             | 9  | Careca                 |  | 70’ |
| TRQ             | 10 | Diego Armando Maradona |  |     |
| ATT             | 11 | Andrea Carnevale       |  |     |
| Panchina:       |    |                        |  |     |
| POR             | 12 | Raffaele Di Fusco      |  |     |
| DIF             | 13 | Tebaldo Bigliardi      |  | 70’ |
| DIF             | 14 | Antonio Carannante     |  | 30’ |
| CEN             | 15 | Francesco Romano       |  |     |
| ATT             | 16 | Maurizio Neri          |  |     |
| Allenatore:     |    |                        |  |     |
| Ottavio Bianchi |    |                        |  |     |